# Johann II. (Saarbrücken)

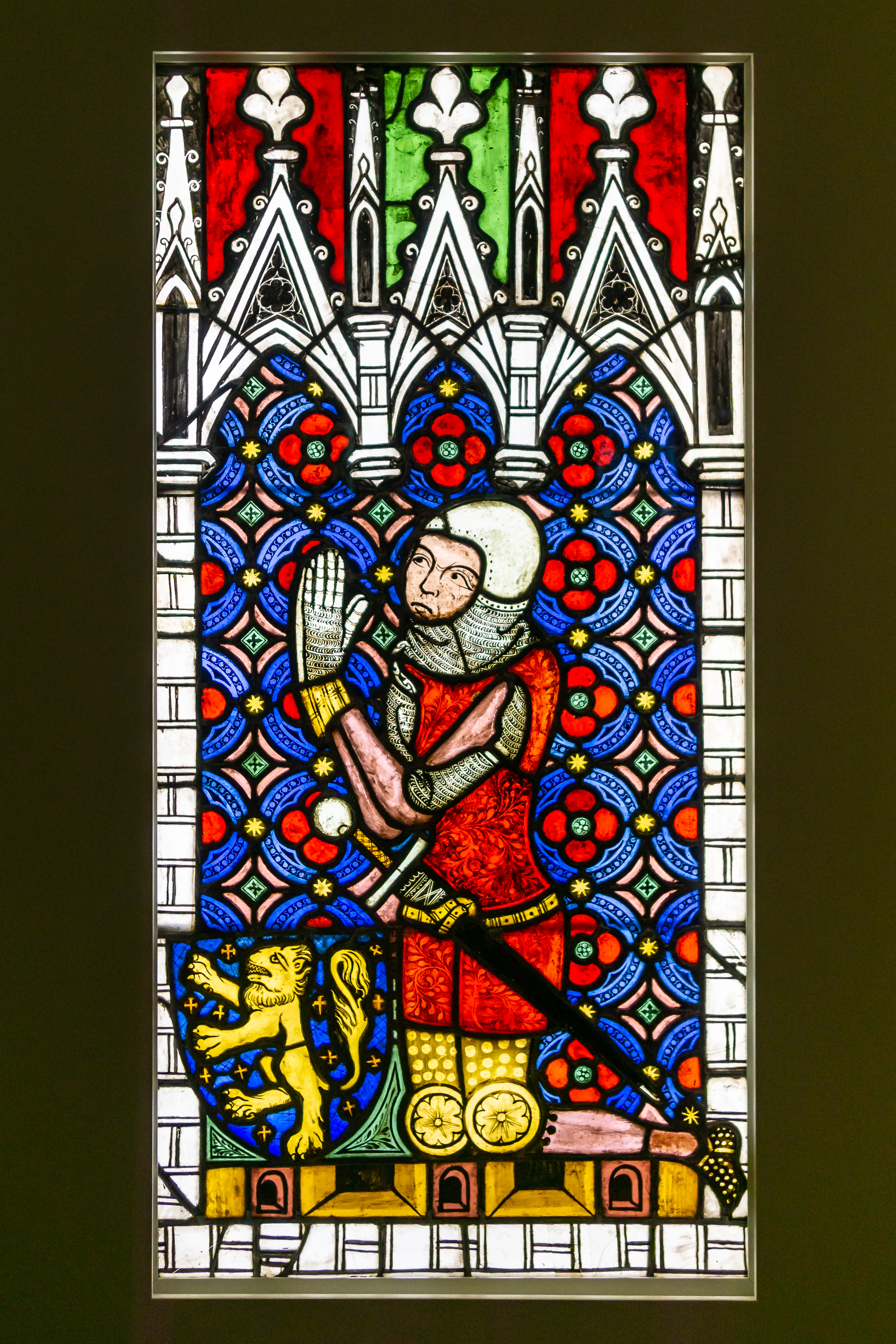
Johann II. als Stifter auf einem Fenster aus Kloster Arnstein

Johann II. von Saarbrücken (* 1310/1313; † 11. März 1381) war von 1342 bis zu seinem Tod Graf von Saarbrücken.

## Leben
Johann war der Sohn von Simon von Saarbrücken-Commercy († 1325) und Margarethe von Savoyen († 1313), einer Tochter von Ludwig I. Herr der Waadt. Nach dem Tod seines Großvaters Graf Johann I. wurde der Besitz geteilt. Johann erhielt die Grafschaft Saarbrücken sowie einen kleinen Anteil der Herrschaft Commercy. Der größere Teil fiel an Johanns Vetter Simon von Commercy. Wie schon sein Großvater war Johann ein Verbündeter Frankreichs im Krieg gegen England. In der Schlacht bei Poitiers geriet er 1356 zusammen mit dem französischen König Johann II. in englische Gefangenschaft. Er wurde auf Schloss Wallingford bei Oxford gebracht und kam erst 1360 wieder frei. 1362 kämpfte er gegen Söldnerbanden und geriet bei Lyon erneut kurzzeitig in Gefangenschaft. Im Dienste der französischen Krone unternahm er mehrere diplomatische Missionen, 1362 an den Hof Kaiser Karls IV. und in den Folgejahren mehrmals an den englischen Hof. Für seine Dienste wurde er 1364 zum Grand Bouteiller ernannt, 1371 erhielt er die Herrschaft Vaucouleurs.
Johann zog sich 1380 vom französischen Hof zurück und verstarb im Folgejahr. Die Grafschaft Saarbrücken erbte Johanns Tochter Johanna, die jedoch noch im selben Jahr starb. Die Grafschaft Saarbrücken fiel nun an Johannas Sohn Philipp von Nassau-Weilburg und blieb über vier Jahrhunderte im Besitz von dessen Nachkommen.

## Familie
Johann heiratete 1334 Ghislette, Tochter von Peter von Bar, Herr von Pierrefort. Ihre Tochter Johanna († 1381) vermählte sich 1353 mit Graf Johann I. von Nassau-Weilburg.